# رفد فاضل (المخادر)

تعديل مصدري - تعديل

رفد فاضل محلة تابعة لقرية ذمرة، التابعة لعزلة الوادي بمديرية المخادر إحدى مديريات محافظة إب في الجمهورية اليمنية، بلغ تعداد سكانها 21 حسب تعداد اليمن لعام 2004.